# Urban Bruun Aaskow
Urban Bruun Aaskow (* 28. April 1742 in Brøndshøi auf der Insel Seeland in Dänemark; † 31. Mai 1806) war ein dänischer Mediziner.

## Leben
Geboren als Sohn des Hieronymus Larsen Aaskow († 1744) und dessen Frau Anne Marie (geb. Brunn) besuchte er die Schule in Herlusholms und begann 1758 das Studium der Medizin an der Universität Kopenhagen. Er begleitete 1761 den Astronomen Thomas Bugge (1740–1815) auf einer Reise nach Trondheim zur Beobachtung des damaligen Venusdurchganges. 1767–1769 war er Assistenzarzt am königlichen Friedrichs-Hospital in Kopenhagen, 1770 Arzt auf einer Expedition nach Algier. 1774 promovierte er zum Doktor der Medizin, wurde Admiralitätsarzt und 1775 Leibarzt der Königin Juliane Marie von Dänemark.
1776 wurde Aaskow Mitglied der „Gesellschaft für Landwirtschaft“ und Mitglied der „Kommission zur Förderung der Chirurgie“, 1779 Mitglied der Direktion der Invalidenanstalt Quftsthuset und 1782 Mitglied der Direktion des Friedrich-Hospitals und Etatsrath. 1774 hatte er sich mit Anne Marie (1741–1801), der Tochter des Konferenzrates J. C. Kall verheiratet.

## Werke
Neben seiner Promotionsarbeit Diarium mediewm navale (1774) hatte Aaaskow Abhandlungen in Collect, soc. med. Hafn. und Acta soc. med. Hafn. verfasst. Zudem sind seine Abhandlungen Diss. de dysenteria epidemica Hafniae et per Sjellandiam 1766 grassante; Diarii medici navalis in expeditione Algeriensi conscripti annus primus (Hafn. 1767) bekannt, sowie eine „kurze Anweisung zum Gebrauch der Medikamente“, mit denen die dänische Kriegsflotte ausgerüstet wurde.